# Hidingebro
Hidingebro är en bebyggelse söder om Hidinge kyrka i Hidinge socken i Lekebergs kommun. Från 2015 avgränsar SCB här en småort.